# Josef Blaß
Josef Jakob Blaß (* 8. August 1901 in Derlen bei Schwalbach; † 29. Februar 1972 in Rostock) war ein deutscher Ingenieur und Hochschullehrer.

## Leben

### Familie und Werdegang
Josef Blaß wurde als Sohn von Josef Blaß, einem Kaufmann, und dessen Ehefrau Maria geboren.
Nach dem Abitur im Jahr 1922 am Gymnasium in Saarlouis begann er eine Praktikantenausbildung bei den Röchling Eisen- und Stahlwerken (siehe Röchling Gruppe) in Völklingen. 1923 begann er sein Studium der Ingenieurwissenschaften an der Technischen Hochschule in München, das er jedoch aufgrund der wirtschaftlichen Auswirkungen der Inflation unterbrechen musste. In dieser Zeit arbeitete er erneut in der Wärmestelle der Röchling-Werke. Im Jahr 1925 setzte er sein Studium an der Technischen Hochschule Darmstadt in den Fachrichtungen Flugzeugbau sowie Meteorologie fort und schloss dieses am 7. Juli 1929 als Diplom-Ingenieur mit Auszeichnung ab.
In der Zeit von 1929 bis 1931 war er als Aerodynamiker bei den Albatros-Flugzeugwerken in Berlin-Johannisthal tätig. Am 1. Januar 1932 wechselte er, gemeinsam mit dem Konstrukteur Walter Blume, zu den Arado Flugzeugwerken und war als Gruppenleiter für Aerodynamik und Flugerprobung bei den Arado-Flugzeugwerken bis 1935 in Warnemünde tätig und hatte darauf bis 1945 leitende Positionen in den Arado-Flugzeugwerken in Brandenburg inne, so war er dort ab 1936 Leiter der Abteilung Aerodynamik und Flugerprobung. Zum 1. Mai 1933 war er der NSDAP beigetreten (Mitgliedsnummer 2.804.971). 1940 wurde er zum Oberingenieur ernannt und erhielt volle Handlungsvollmacht. Er unternahm auch mehrere Auslandsreisen, darunter einen Besuch zur Luftfahrtausstellung in London im Jahr 1937, eine Reise nach Amsterdam zur Vorbereitung eines Rekordfluges nach Indien 1938 (siehe Arado Ar 79#Nutzung) sowie eine Reise nach Rimini und Venedig zur Durchführung eines Flugzeugwettbewerbs im Jahr 1939.
Nach dem Zweiten Weltkrieg übernahm er von 1945 bis 1946 die Leitung des Konstruktionsbüros im Demontagebetrieb Arado in Brandenburg und war von 1946 bis 1952, im Rahmen der Aktion Ossawakim, Leiter einer Konstruktionsabteilung in der Sowjetunion.
Im Jahr 1953 kehrte er nach Deutschland zurück und begann seine akademische Laufbahn an der Universität Rostock. Er war zunächst wissenschaftlicher Oberassistent mit einem Lehrauftrag für Wärmelehre und Klimaanlagen auf Schiffen. 1954 wurde er Dozent für Technische Thermodynamik, 1955 Professor für Wärmetechnik auf Schiffen und ab 1957 war er Professor mit Lehrauftrag für Wärmetechnik auf Schiffen. In den Jahren 1954 bis 1963 war er an der Schiffbautechnischen Fakultät tätig, bevor er 1963 zur Technischen Fakultät wechselte. Von 1964 bis 1966 hatte er einen vollen Lehrauftrag für Technische Wärmelehre inne.
1966 wurde er emeritiert.

### Berufliches Wirken
Josef Blaß war in den Bereichen Maschinenbau, Energietechnik und Fertigungstechnik tätig. Vor 1945 lag sein Schwerpunkt im Flugzeugbau und der Aerodynamik. An der Universität Rostock war er maßgeblich an der Entwicklung der Lehre und Forschung in der Technischen Thermodynamik beteiligt.
Er engagierte sich auch in der akademischen Selbstverwaltung. Von 1958 bis 1959 war er Fachrichtungsleiter für Schiffsmaschinenbau und von 1960 bis 1966 Institutsdirektor des Instituts für Technische Thermodynamik.

## Ehrungen und Auszeichnungen
Für seine Verdienste in der Wissenschaft erhielt Josef Blaß 1964 die Verdienstmedaille der DDR.